# DTM 2002
DTM 2002 kördes över 10 race. Mästare blev Laurent Aïello för Audi.

## Delsegrare
| Bana           | Förare          | Märke    |
| -------------- | --------------- | -------- |
| Hockenheim     | Laurent Aïello  | Audi     |
| Zolder         | Laurent Aïello  | Audi     |
| Donington Park | Jean Alesi      | Mercedes |
| Sachsenring    | Laurent Aïello  | Audi     |
| Norisring      | Laurent Aïello  | Audi     |
| Lausitzring    | Bernd Schneider | Mercedes |
| Nürburgring    | Uwe Alzen       | Mercedes |
| A1-Ring        | Marcel Fässler  | Mercedes |
| Zandvoort      | Mattias Ekström | Audi     |
| Hockenheim     | Bernd Schneider | Mercedes |

## Slutställning
| Plats | Förare          | Märke    | Poäng |
| ----- | --------------- | -------- | ----- |
| 1     | Laurent Aïello  | Audi     | 70    |
| 2     | Bernd Schneider | Mercedes | 64    |
| 3     | Mattias Ekström | Audi     | 50    |
| 4     | Marcel Fässler  | Mercedes | 30    |
| 5     | Jean Alesi      | Mercedes | 24    |
| 6     | Uwe Alzen       | Mercedes | 24    |
| 7     | Christian Abt   | Audi     | 15    |
| 8     | Timo Scheider   | Opel     | 10    |
| 9     | Martin Tomczyk  | Audi     | 7     |
| 10    | Alain Menu      | Opel     | 7     |